# Ключников, Юрий Иванович
Юрий Иванович Ключников (род. 20 апреля 1963, Саратов) — футболист, футбольный судья. Воспитанник саратовской футбольной школы.
Выступал на позиции защитника. Играл за «Сокол» (Саратов), СКА (Ростов-на-Дону), Спартак (Москва), «Ростсельмаш» (Ростов-на-Дону), «КайХа» (Финляндия), ФК «Волгодонск». По ходу карьеры профессионального футболиста более шести лет выступал в составе ФК Ростсельмаш, за клуб играл в 1987—1993 годах и 1994—1995 годах, совокупно провел по разным оценкам около 265 матчей.
Судейскую карьеру начал в 1995 году. Матчи высшего дивизиона судил с 2000 года. Судья национальной категории.